# Impatiens doitungensis
Impatiens doitungensis är en balsaminväxtart som beskrevs av Triboun och Sonsupab. Impatiens doitungensis ingår i släktet balsaminer, och familjen balsaminväxter. Inga underarter finns listade i Catalogue of Life.